# Nederlands kampioenschap rally
Het Nederlands kampioenschap rally is een jaarlijks kampioenschap in de rallysport, gehouden in Nederland. Het kampioenschap wordt onder het toeziend oog van de KNAF (Knac Nationale Autosport Federatie) georganiseerd en wordt over meerdere ronden verreden om uit te maken wie er kampioen wordt. De introductie vond plaats in de jaren zestig en de serie is tot en met 2019 onafgebroken doorgegaan. De editie van 2020 werd afgelast vanwege de coronacrisis. In zijn geschiedenis hebben ook internationale wedstrijden meegeteld voor dit kampioenschap.

## Lijst van winnaars
| Seizoen | Rijder                                               | Auto                                                   |
| ------- | ---------------------------------------------------- | ------------------------------------------------------ |
| 2024    | Dennis Rostek                                        | Skoda Fabia RS Rally2                                  |
| 2023    | Kevin van Deijne                                     | Hyundai i20 N Rally2                                   |
| 2022    | Hans Weijs jr.                                       | Ford Fiesta Rally2 / Skoda Fabia Rally2 evo            |
| 2021    | Bob de Jong                                          | Hyundai i20 R5                                         |
| 2020    | Geen kampioen aangeduid vanwege de COVID-19 pandemie | Geen kampioen aangeduid vanwege de COVID-19 pandemie   |
| 2019    | Bob de Jong                                          | Hyundai i20 R5                                         |
| 2018    | Hermen Kobus                                         | Škoda Fabia R5                                         |
| 2017    | Hermen Kobus                                         | Škoda Fabia R5                                         |
| 2016    | Jasper van den Heuvel                                | Mitsubishi Lancer Evo X                                |
| 2015    | Jasper van den Heuvel                                | Mitsubishi Lancer Evo X                                |
| 2014    | Piet van Hoof                                        | Mitsubishi Lancer Evo IV / Mitsubishi Lancer Evo X     |
| 2013    | Bob de Jong                                          | Mitsubishi Lancer WRC 05                               |
| 2012    | Jeroen Swaanen                                       | Ford Focus RS WRC 08                                   |
| 2011    | Jeroen Swaanen                                       | Subaru Impreza WRC2008                                 |
| 2010    | Erik van Loon                                        | Ford Focus RS WRC 08                                   |
| 2009    | Bernhard ten Brinke                                  | Ford Focus RS WRC 06                                   |
| 2008    | Erik Wevers                                          | Ford Focus RS WRC 06                                   |
| 2007    | Mark van Eldik                                       | Subaru Impreza WRC2006                                 |
| 2006    | Frits van Eerd                                       | Toyota Corolla WRC                                     |
| 2005    | Erik Wevers                                          | Toyota Corolla WRC                                     |
| 2004    | Jasper van den Heuvel                                | Mitsubishi Lancer Evo VII / Mitsubishi Lancer Evo VIII |
| 2003    | Jan de Winkel                                        | Volkswagen Golf Kit Car                                |
| 2002    | Mark Breijer                                         | Subaru Impreza WRC98                                   |
| 2001    | Hans Stacey                                          | Subaru Impreza WRC98                                   |
| 2000    | Rocco Theunissen                                     | Toyota Corolla WRC                                     |
| 1999    | Rocco Theunissen                                     | Toyota Corolla WRC                                     |
| 1998    | Henk Vossen                                          | Ford Escort RS Cosworth                                |
| 1997    | Hans Stacey                                          | Ford Escort RS Cosworth / Subaru Impreza 555           |
| 1996    | Bert de Jong                                         | Ford Escort RS Cosworth                                |
| 1995    | Bert de Jong                                         | Ford Escort RS Cosworth                                |
| 1994    | Dieter Depping                                       | Ford Escort RS Cosworth                                |
| 1993    | Dieter Depping                                       | Ford Sierra Cosworth 4x4                               |
| 1992    | Patrick Snijers                                      | Ford Sierra Cosworth 4x4                               |
| 1991    | Chiel Bos                                            | Lancia Delta Integrale 16V                             |
| 1990    | Erwin Doctor                                         | Ford Sierra (Sapphire) Cosworth (2wd)                  |
| 1989    | John Bosch                                           | BMW M3                                                 |
| 1988    | Mark Lovell                                          | Ford Sierra RS Cosworth                                |
| 1987    | Jan van der Marel                                    | Ford Sierra RS Cosworth (Gr. N)                        |
| 1986    | Stig Andervang                                       | Ford RS200                                             |
| 1985    | Jan van der Marel                                    | Opel Manta 400                                         |
| 1984    | Jan van der Marel                                    | Opel Manta 400                                         |
| 1983    | Henk Vossen                                          | Ford Escort RS1800                                     |
| 1982    | Wim Luijbregts                                       | Mitsubishi Lancer Turbo                                |
| 1981    | Jan van der Marel                                    | Opel Ascona / Opel Ascona 400                          |
| 1980    | Jan van der Marel                                    | Opel Ascona 400 / Opel Kadett GT/E                     |
| 1979    | Jan van der Marel                                    | Vauxhall Chevette 2300 HS                              |
| 1978    | Jan van der Marel                                    | Vauxhall Chevette 2300 HS                              |
| 1977    | Lars Carlsson                                        | Opel Kadett GT/E                                       |
| 1976    | Lars Carlsson                                        | Opel Kadett GT/E                                       |
| 1975    | Lars Carlsson                                        | Opel Ascona                                            |
| 1974    | Man Bergsteijn                                       | Opel Ascona                                            |
| 1973    | Bert Dolk                                            | Opel Ascona                                            |
| 1972    | Jos Baars                                            | DAF 55                                                 |
| 1971    | Bert Dolk                                            | Opel Kadett                                            |
| 1970    | Kees van Grieken                                     | BMW 2002 TI                                            |
| 1969    | Ben Claus                                            | Opel Kadett                                            |
| 1968    | Ben Claus                                            | Opel Kadett                                            |
| 1967    | Dries Jetten                                         | Opel Kadett                                            |
| 1966    | Han van der Heijden                                  | Alfa Romeo Giulia                                      |